# 切陽什姐
切陽什姐（チュヤン・キ、Choeyang Kyi、アムド・チベット語：[tɕʰeɣjaŋ ʂcəl]、1990年11月11日 - ）は、中華人民共和国の陸上競技選手。簡体字表記は切阳什姐（ピン音：Qiēyáng Shíjiě、ラテン文字表記：Qieyang ShenjieまたはQieyang Shijie、チベット文字：ཆོས་དབྱིངས་སྐྱིད་; ワイリー方式：chos dbyings skyid; ラサ方言 IPA: [tɕʰǿjiŋ cîʔ]）。競歩を専門とする。青海省海北チベット族自治州海晏県出身で、家族は遊牧民である。
2012年のロンドンオリンピック女子20km競歩で銅メダルを獲得した。チベット民族としては初のオリンピックのメダリストとなった。チベット民族であることから注目度は低く、本人にとってもメダル獲得は思いがけないことであったが、結果的にアジア新記録を樹立しての銅メダル獲得となった。なお上位のロシア代表である2選手のドーピングがその後発覚し、繰り上げにより金メダルとなった。
2008年4月に、切陽什姐は袁德久コーチに青海省のチームに選抜され、「リトルドーキー」というあだ名を付けられた。2010年6月には、張阜新コーチによって中国のナショナルチームに選抜された。